# Isachne surgens
Isachne surgens là một loài thực vật có hoa trong họ Hòa thảo. Loài này được Jansen mô tả khoa học đầu tiên năm 1953.